# بردگوری تشنوی
بردگوری تشنوی در شهرستان کوهرنگ، روستای تشنوی واقع شده و این اثر در تاریخ ۱۹ مرداد ۱۳۸۴ با شمارهٔ ثبت ۱۲۸۶۱ به‌عنوان یکی از آثار ملی ایران به ثبت رسیده است.